# 1421：中国发现世界
《1421：中国发现世界》是一本由前英国皇家海军潜水艇指挥官加文·孟席斯撰写的畅销书，书中提出鄭和下西洋船队的分队曾经实现环球航行，并早在西方大航海时代之前便已发现美洲、澳大利亚、新西兰的论点。

## 概况

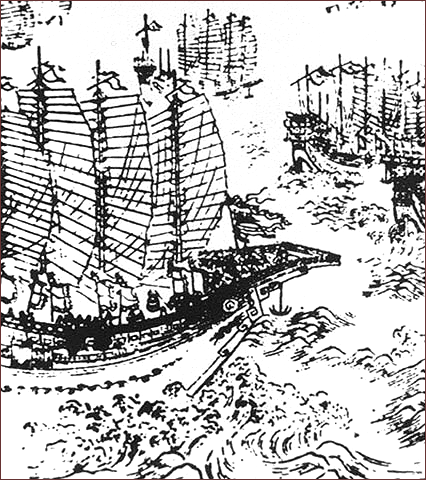
中国木板画所刻郑和船隊

此书第一版于2002年出版，书名是《1421：中国发现美洲》。2003年第二版发行，书名改为《1421：中国发现世界》。至今为止，《1421：中国发现世界》一书已有16种文字的译本，在全世界62个国家发行。孟席斯本人也在伦敦建立了郑和协会，建立郑和研究组，并建立“1421：中国发现世界”网站，号召全世界有兴趣的人士提供线索。

## 论点证据
基本论点：郑和船队已经环行世界，发现美洲、澳大利亚、新西兰，并在这些地方建立了移民据点。 郑和船队绘制了世界地图。这些地图落入哥伦布手中。
- 证据：

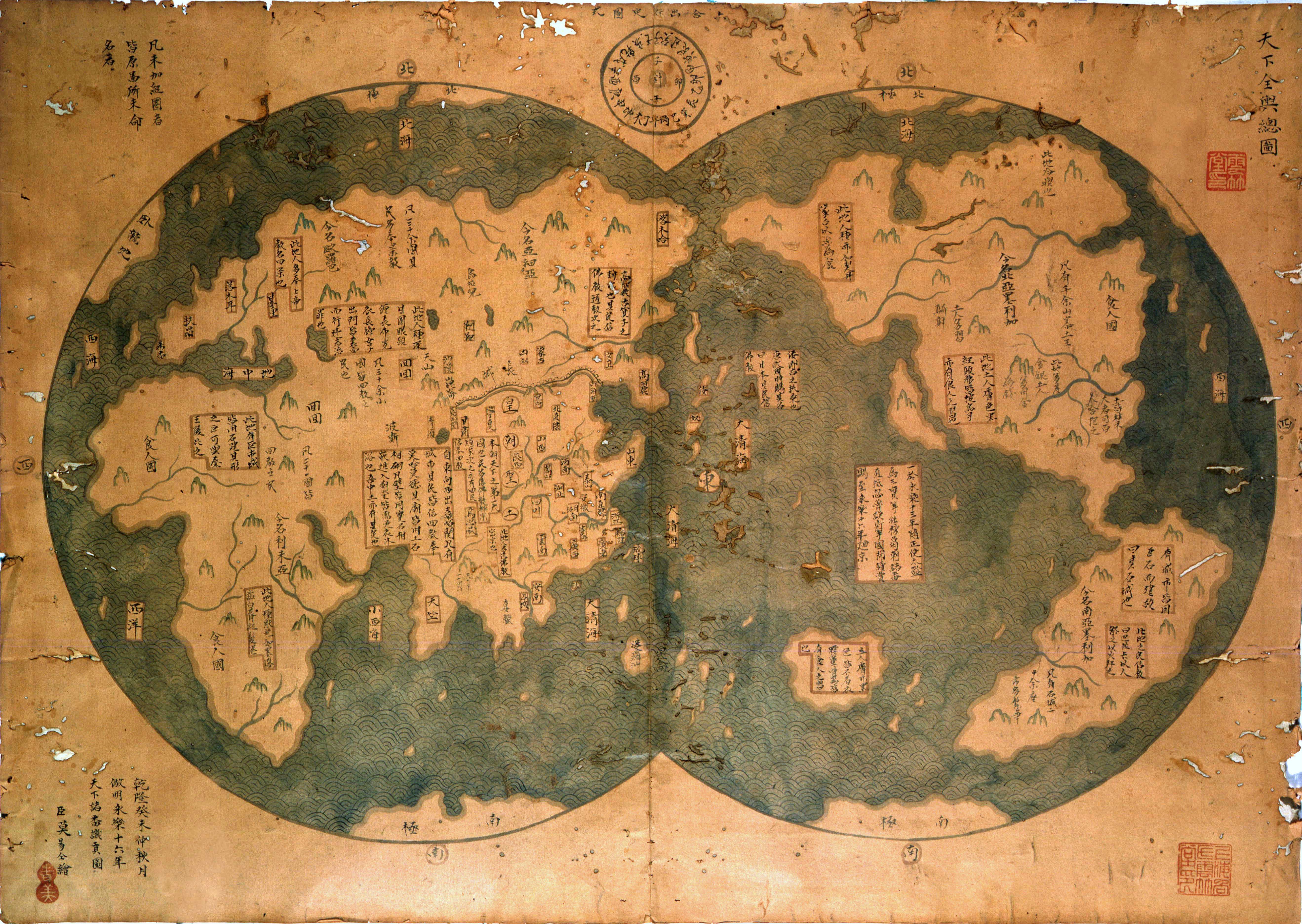
《天下全輿總圖》。據稱是莫易仝於1763年模仿1418年的《天下諸番識貢圖》所繪。

  - 根据历史纪录，哥伦布拿了地图去“发现”美洲。
  - 哥伦布在美洲看到中国人。
  - 根据古地图证明1428年以前已有全世界地图，证明哥伦布根本不是最早发现美洲的人。
  - 加拿大蘇族的DNA，包含来自东方的成分。
  - 今天美国南卡羅萊那州、北卡羅萊那州的明和人（Ming Ho）、新墨西哥州的纳瓦霍人、佛罗里达州的莫斯库克人（Moskoke）是郑和船员的后裔。[1]
  - 在新西兰发现几百年前中国人的殖民据点。
  - 中国明朝鄭和掌握世界上最先进的航海技术和最大船队。
  - 库克船长發現中國人在澳洲有聚落村莊活動。[來源請求]

## 媒体质疑
孟席斯的鄭和发现美洲论备受争议，大部分学者认为鄭和发现世界论是虚构的。很多人认为他的观点缺乏足够的确定性证据。中国和世界上一些历史学家和社会学家一致批评此书。
在美國公共广播电视公司在2004年7月31日播出的《1421: The Year China Discovered America?》節目中，孟氏承認書中多處與事實不符的錯誤。而這些錯誤，是他整個「中國人比哥倫布早到美洲假設」的立腳點，孟氏在節目訪問中承認，他的假設全屬構想，是尚未有足夠証據去証實的。
2006年7月31日，澳洲廣播公司（ABC）電視臺的時事雜誌節目《Four Corners》播出名為《Junk History》的一期节目對孟氏出書過程有一個詳細報導，並訪問了他的經理人、公關公司、出版商、相關的學者和航海專家、和十二位在孟氏書中被點名鳴謝過的學者。部份這些鳴謝學者指出，他們給孟氏的幫助純屬無關痛癢的，其餘的全都不贊同孟氏的說法，其中一位更曾被孟氏恐嚇，要她公開收回不贊同孟氏的說法，否則會被法律起訴以致傾家蕩產。
根據《1421》的2002年英文初版，在書套末內頁中，孟氏自稱在1937年中國出生；而在上述電視節目中，孟氏則改口說是在英國倫敦出生，亦承認完全不懂中文，他把出錯責任推在出版商身上。Transworld 是 Random House 的從屬公司，是世界級的出版商，连作者出生地都未能校正便直接出版，此解釋實難以令人信服，中国出生论有增加读者信服的嫌疑。
孟氏標榜他是前英國皇家海軍潛水艇指揮官的身份，作為有航海和海事知識和經驗的証明、和有足夠寫書的專業資格，但上述的電視節目指出，孟氏的海軍履歷極為有限和不光彩。亦是根據書套內頁稱，他十六歲加入海軍，廿二歲始在潛艇服務，到卅三歲便退休，在海軍共服務了十七年、其中九年在潛艇。但是，孟氏原先無講明、亦只是後來經由上述ABC電視節目查出，並由孟氏在訪問中親口承認的，是他只有兩年的指揮官經驗、和之前兩年的導航員經驗而已。
孟氏自稱用了十多年的時間去撰寫《1421》，近二百頁的原本手稿（另有約八百頁的圖表和其它資料）他自認是乾癟乏味的，於是他與經理人共同重寫頭幾章，直言是凸出「語不驚人死不休」的「大膽假設」，同時透過公關公司在倫敦的「每日郵報」發表專文宣傳做勢，並將重寫後的章節寄給各大出版商。
超級暢銷書《達文西密碼》是由 Random House 在2003年出版的，所不同者，是《達文西密碼》明碼實價地標明是小說，而孟氏的書卻堅持是歷史。
除了上述澳洲广播公司節目中訪問過的中外學者外，多名華裔學者亦曾在《鄭和研究與活動簡訊》發表批評和反對的文章。

## 最近发展
- 新加坡《联合早报》引述英国《独立报》报道，一张古地圖，声称是中国人1763年画的并且声称是复制1418年的地图上，画着美洲，企图证明郑和发现美洲，不是哥伦布。新西兰怀卡托大学正在化验此地图的墨质、纸质，以鉴定其真实性。2006年3月，北京律师刘刚宣称他所收藏的1763年的地图被新西兰怀卡托大学化验室证明有百分之80为真品的可能性。刘刚同时请来《1421：中国发现世界》作者孟席斯以及汤普森参与其新闻发布会。但是刘刚并没有提证据证明其提供送检的白纸确实来自地图，也没有同时对地图上的4种颜色墨水进行鉴定，没有对各方学者指出的地图内容里存在的疑点作有力的解释与说明。[5]

### 引用
1. ↑  .   [2005-08-28]. （原始内容存档于2005-08-28）.
2. ↑  《文化中国》节目 全纪实电视频道
3. ↑  http://www.abc.net.au/4corners/content/2006/s1699373
4. ↑  國立成功大學歷史學系，第四、五、八至十七各期
5. ↑  侯杨方. . 经济观察报. 2006年1月21日  [2010年3月15日]. （原始内容存档于2010年6月28日） （中文）.